# Liste der Kulturdenkmale in Triebel/Vogtl.

Wappen von Triebel

In der Liste der Kulturdenkmale in Triebel/Vogtl. sind die Kulturdenkmale der Gemeinde Triebel/Vogtl. verzeichnet, die bis März 2020 vom Landesamt für Denkmalpflege Sachsen erfasst wurden (ohne archäologische Kulturdenkmale). Die Anmerkungen sind zu beachten.
Diese Aufzählung ist eine Teilmenge der Liste der Kulturdenkmale im Vogtlandkreis.

## Triebel
| Bild                                    | Bezeichnung | Lage                                                         | Datierung                                                                            | Beschreibung | ID       |
| --------------------------------------- | --- | ------------------------------------------------------------ | ------------------------------------------------------------------------------------ | --- | -------- |
| Direkt Bild zu diesem Denkmal hochladen | Hohlweg | (Gemarkung Untertriebel, Flurstücke 149/2 und 142/1) (Karte) | Mittelalterlich                                                                      | Abschnitt des Europäischen Fernwanderwegs E3; verkehrsgeschichtliches Denkmal von landschaftsgestaltender Wirkung. Hohlweg, nach Oelsnitz führend, unbefestigt. | 08985452 |
| Direkt Bild zu diesem Denkmal hochladen | Ehemaliges Fabrikantenwohnhaus | Alte Straße 6 (Karte)                                        | 1938 laut Auskunft                                                                   | Aufwändig gestaltetes Wohnhaus des Teppichfabrikanten Koch aus Oelsnitz, im traditionalistischen Stil der 1930er Jahre, bemerkenswertes Bauwerk der Architekten William Lossow & Max Hans Kühne, von bauhistorischer und ortshistorischer Bedeutung. Erbaut 1938 laut Aussage der Eigentümer, Massivbau auf winkelförmigem Grundriss, eingeschossiger Seitenflügel mit rückwärtigem Anbau mit Walmdach (Pappe), langer Dachhecht, zwei rundbogige Eingänge, Bruchstein-Sockel, zweigeschossiger Seitenflügel mit Walmdach, Rechteckfenster, originale Winterfenster, an Hausecke Strebepfeiler (Schieferabdeckung), Terrasse (gestützt von Strebepfeilern), Bruchsteinmauer (Schiefer) im Halbrund, mit Schieferplatte ausgelegt, zurückgesetztes Terrassenportal mit zwei Rundsäulen, weiter Dachüberstand, Holztraufe um den gesamten Bau herumgeführt, Eckpfeiler, Rechteckfenster und Rundfenster. Innen: Kaminzimmer, originale Fenster und Türen, Holzbalkendecke. Turmartig gestalteter Eingangsrisalit mit Treppenhaus, steinsichtige Bruchstein-Mauer mit runden Ecken, Schieferdeckung, Rundbogenportal. | 08985547 |
| Direkt Bild zu diesem Denkmal hochladen | Wohnstallhaus eines Bauernhofes und Bergkeller | Bösenbrunner Straße 18 (Karte)                               | Um 1800                                                                              | Authentisches Zeugnis der ländlichen Wohn- und Wirtschaftsweise vergangener Zeiten, eingeschossiges Gebäude mit Blockstube, baugeschichtlich von Bedeutung. - Wohnstallhaus: massiv (Lehmsteine und Blockbau), zum Teil Bruchstein, verputzt, Fenster-Sohlbänke Schieferplatten, originale Fenstergrößen, Blockstube (verputzt), Holz-Dachrinne, Holztraufe, Satteldach, eine Seite Schieferdeckung (altdeutsche Deckung), eine Seite Falzziegel - Bergkeller: ein- bzw. zweigeschossig, Erdgeschoss Rundbogen-Holztür, Obergeschoss verbrettert, giebelständig zum Hang, Erdgeschoss am Hang anliegend, massiv, Satteldach | 08985453 |
| Weitere Bilder                          | Kirchruine Untertriebel, Kirchhof mit Einfriedung und Kriegerdenkmal für die Gefallenen des Ersten Weltkrieges, Torhaus sowie zwei Lindenbäume vor dem Torhaus | Obertriebeler Straße (Karte)                                 | Ursprungsbau 14. Jahrhundert; Neubau 1535–1536; bezeichnet mit 1921 (Kriegerdenkmal) | Auf einer Anhöhe gelegene spätgotische Kirche, Ruine seit 1988 nach allmählichem Verfall und Einsturz, Wiederaufbau bis 2018, ortsgeschichtliches und bauhistorisches Denkmal. - Kirche: einschiffig, ehemals Ruine einer Wehrkirche, verputzt, Bruchstein (bis zur zweiten Empore erhalten), 3/8-Chor mit Spitzbogenfenstern, im Schiff Korbbogenfenster (Erdgeschoss) und Segmentbogenfenster (Obergeschoss), am Chor Strebepfeiler, Mauerwerk des Kirchenschiffes Bruchstein (Fischgrätenform) - Mittelalterlicher befestigter Kirchhof, annähernd ovales Areal von zirka 50 × 35 m - Kriegerdenkmal: Granitstele, Eisernes Kreuz, Relief, Inschrift „Unseren gefallenen Helden“ und die Namen der Gefallenen, „Gemeinde Untertriebel“ - Einfriedung: im Norden und Westen der Kirchhof von Wehrmauer umgeben, schindelgedeckte starke Bruchstein-Mauer im Bogen um den Friedhof geführt, Schießscharten - Torhaus: eingeschossig, massiv, verputzt, Rundbogentor, Walmdach, profilierte Holztraufe, zwei rundbogige Türen, Torhaus flankiert von zwei Lindenbäumen                                             | 08985451 |
| Direkt Bild zu diesem Denkmal hochladen | Wohnstallhaus und Scheune eines Bauernhofes | Obertriebeler Straße 42 (Karte)                              | Vor 1800 (Wohnstallhaus); 19. Jahrhundert (Scheune)                                  | Ländliches Zeugnis der vogtländischen Bauweise mit straßenbildprägenden Fachwerk-Giebeln, baugeschichtlich und sozialgeschichtlich von Bedeutung. - Wohnstallhaus: eingeschossig, Erdgeschoss massiv, zwei Haustüren, Fensterläden, Holztraufe, verbretterter Giebel (im oberen Teil), Giebel Fachwerk, Satteldach mit Umschrot, Falzziegel - Scheune: in Hanglage, vorderer Teil eingeschossig, hinterer Teil zweigeschossig, Fachwerk, Satteldach, Falzziegel, Fenstergrößen verändert | 08985545 |

## Blosenberg
| Bild                                    | Bezeichnung                                                           | Lage                 | Datierung           | Beschreibung | ID       |
| --------------------------------------- | --------------------------------------------------------------------- | -------------------- | ------------------- | --- | -------- |
| Direkt Bild zu diesem Denkmal hochladen | Wohnstallhaus und zwei Scheunen eines Dreiseithofes                   | Dorfstraße 4 (Karte) | Um 1860             | In gutem Originalzustand erhaltenes Zeugnis der ländlichen Bau- und Wirtschaftsweise im 19. Jahrhundert, baugeschichtlich von Bedeutung. - Wohnstallhaus: auf hakenförmigem Grundriss, zweigeschossig, massiv, Mischmauerwerk Bruchstein und Ziegelstein, Fensterfaschen, alte Fenster und Winterfenster, profilierte Traufe, Satteldach (Eternit), im Hauswinkel zwei Eingänge (Granitgewände), gerader Türsturz, Türsturz bezeichnet (nicht einsehbar) - Erste Scheune: zweigeschossig, Erdgeschoss massiv, Ziegelstein, Obergeschoss verbrettert, Satteldach, hofseitig weiter Dachüberstand - Zweite Scheune: dreigeschossig, Erdgeschoss massiv, Bruchstein, Obergeschoss verbrettert, Satteldach, Falzziegel, Holztüren mit Eisenbeschlägen, Holzfenster | 08985567 |
| Direkt Bild zu diesem Denkmal hochladen | Wohnstallhaus, Scheune und Toreinfahrt eines ehemaligen Dreiseithofes | Dorfstraße 5 (Karte) | Bezeichnet mit 1836 | Wohnstallhaus stattlicher Putzbau, Scheune verbrettert, als größter und aufwändig gestalteter Hof von ortsgeschichtlicher und bauhistorischer Bedeutung. - Wohnstallhaus: Fenstergitter bezeichnet mit 1836, zweigeschossig, massiv, Erdgeschoss Bruchstein, linke Haushälfte Ziegelstein erneuert, Obergeschoss Ziegelstein, profilierte Ziegelstein-Traufe, verputzt, Krüppelwalmdach (Eternit), Satteldach-Gaupen, Granit: Fenster- und Türgewände und Stall-Fenstergewände, ein längsrechteckiges Fenster mit Ziergitter bezeichnet mit „ICT 1836“, Erdgeschoss und Obergeschoss Granitgewände, alte Fenster und Fensterläden, geohrtes profiliertes Granitportal mit Schlussstein bezeichnet mit „ICT“, Segmentbogen-Sturz, Tür mit Oberlicht, Stalleingang profiliertes geohrtes Granitgewände, böhmische Kappen - Scheune: zweigeschossig, verbrettert, alte Holztore mit Eisenbeschlägen, Satteldach mit Falzziegeldeckung, Torpfeiler aus Granit bezeichnet mit „ICT“ | 08985568 |

## Obertriebel
| Bild                                    | Bezeichnung                                                        | Lage                            | Datierung                                  | Beschreibung | ID       |
| --------------------------------------- | ------------------------------------------------------------------ | ------------------------------- | ------------------------------------------ | --- | -------- |
| Direkt Bild zu diesem Denkmal hochladen | Kriegerdenkmal für die Gefallenen des Ersten Weltkrieges           | Sommerleithen 2 (neben) (Karte) | Nach 1918                                  | Ortshistorische Bedeutung. Quarzähnliche Naturstein-Stele auf Quadersockel, Relief (Eisernes Kreuz und Lorbeerkranz) und Inschrift „1914–1918 Fürs Vaterland“ – „Die dankbare Gemeinde Obertriebel“. | 08985543 |
| Direkt Bild zu diesem Denkmal hochladen | Wohnstallhaus und Scheune eines ehemaligen Vierseithofes           | Sommerleithen 4a (Karte)        | Um 1800 (Wohnstallhaus); um 1900 (Scheune) | Wohnstallhaus hofseitig mit verbrettertem Fachwerk-Obergeschoss, Scheune verbrettert, in gutem Originalzustand erhaltener Bauernhof mit Aussagekraft für die Wohn- und Wirtschaftsweise vergangener Zeiten, baugeschichtlich von Bedeutung. - Wohnstallhaus: zweigeschossig, Erdgeschoss massiv, Obergeschoss Fachwerk, verbrettert, ein Giebel verbrettert, ein Giebel verputzt mit verbrettertem Giebeldreieck, Satteldach (Pappe) nach hinten abgeschleppt (Frackdach), Sohlbänke im Erdgeschoss, originale Fenstergrößen (vor allem im Obergeschoss) - Scheune: zweigeschossig, verbrettert, Satteldach (Pappe), Holzfenster, Holztore, eine Gebäudeecke (aus Platzgründen) an der früheren Tordurchfahrt abgefast (verbrettert) | 08985544 |
| Direkt Bild zu diesem Denkmal hochladen | Ehemaliges Forsthaus (Wohnstallhaus über winkelförmigem Grundriss) | Tiefenbrunner Straße 24 (Karte) | 1905                                       | Straßenbildprägender Bau mit Anklängen des Heimatstils, ortsgeschichtlich und baugeschichtlich von Bedeutung. Winkelförmiger Grundriss, massiv, eingeschossig mit hohem Kellergeschoss und Kniestock, Krüppelwalmdach, Schiefersockel, Segmentbogen-Kellerfenster mit Schlussstein (Schiefer), Porphyrtuff-Fenstergewände, profilierte Konsolen (volutenartig), Fachwerk-Giebel, im Winkel Eingang hervorkragend mit Türgewände aus Porphyrtuff und Rundbogenfenster, Schleppgaupen, Stallanbau, ein Giebel verbrettert. | 08985542 |

## Posseck
| Bild                                    | Bezeichnung                                                                    | Lage                    | Datierung                                                                                     | Beschreibung | ID       |
| --------------------------------------- | ------------------------------------------------------------------------------ | ----------------------- | --------------------------------------------------------------------------------------------- | --- | -------- |
| Weitere Bilder                          | Kirche (mit Ausstattung), Kirchhofs-Einfriedung und Steinkreuz                 | Am Dorfplatz (Karte)    | 1784 (Kirche); bezeichnet mit 1779 (Mord- und Sühnekreuz)                                     | Schlichte Saalkirche mit Westturm, baugeschichtliche und ortshistorische Bedeutung. - Kirche: einschiffige Saalkirche, Bruchstein, verputzt, gerader Chorschluss, hoher Westturm mit Eingangsportal (geohrtes Granitgewände), quadratischer Turm mit oktogonalem Glockengeschoss, Welscher Haube, Laterne, Kugel, Wetterfahne, Satteldach (Schiefer), Rundbogenfenster, innen flach gedeckt, zweigeschossige umlaufende Emporen, klassizistische Ausstattung, Eule-Orgel von 1929, Glocke mit Inschrift „Ave Maria anno 1503“ - Reste der Friedhofsmauer (hinter dem Chor): Bruchsteinmauer - Kirchhof 1340 erstmals urkundlich erwähnt - Steinkreuz (größtes im Vogtland), Sühnekreuz anlässlich der Erschießung zweier Generäle, stabähnlicher Gegenstand (Schwert?) eingeritzt | 08985548 |
| Weitere Bilder                          | Herrenhaus des Rittergutes                                                     | Am Kulturhaus 1 (Karte) | Im Kern 14. Jahrhundert (Wasserburg); bezeichnet mit 1695, Umbau 18. Jahrhundert (Herrenhaus) | Schlichter Putzbau mit repräsentativem Portal, hufeisenförmige Anlage, als ehemalige Wasserburg von hoher baugeschichtlicher und ortshistorischer Bedeutung (zwei Nebengebäude des südlich gelegenen Wirtschaftshofes und Reste der Einfriedung, siehe Ringweg). Ersterwähnung 11. Jahrhundert, jetziges Erscheinungsbild 18. Jahrhundert. Zweigeschossiger Bruchsteinbau (zum Teil verputzt) auf hufeisenförmigem Grundriss, ursprünglich von einem Wassergraben umgeben (ehemalige Wasserburg), südlicher Seitenflügel mit zehnachsiger Fassade (Außenseite) und ehemaligem Portal, Rechteckfenster, Granitgewände, Reste einer Sonnenuhr, reich profiliertes Korbbogenportal mit Wappen (bezeichnet mit 1695) in gesprengtem Giebel, rustizierte Ecklisenen als Gewände, Mittelflügel mit Tordurchfahrt (gesprengter Giebel), Stirnseiten der Seitenflügel drei Fensterachsen, Walmdach (Schiefer), profilierte massive Traufe.                                                                                                  | 08985549 |
| Direkt Bild zu diesem Denkmal hochladen | Zwei Wirtschaftsgebäude des Rittergutes, Toreinfahrt und Reste der Einfriedung | Am Kulturhaus 5 (Karte) | Um 1900                                                                                       | Wirtschaftsbauten zum Teil in Fachwerkbauweise mit Verbretterung, von baugeschichtlicher und ortshistorischer Bedeutung. - Wirtschaftsgebäude, zeitweise Scheune: Lage links neben Gebäude Am Kulturhaus 3, zweigeschossig, Erdgeschoss massiv, an Außenseite und giebelseitig Fachwerk mit Ziegelstein-Ausfachung, Obergeschoss Fachwerk (Außenseite und giebelseitig verbrettert), hofseitig Andreaskreuze in den Brüstungsfeldern, Satteldach, hofseitig weiter Dachüberstand (Pfettendach), Schauer, Zwerchgiebel mit Satteldach und Hängewerk mit hochrechteckiger Ladeluke, Holzfenster und -tore, Dachhecht - Einfriedung: Ziegelsteinmauer mit Lisenengliederung, zum Teil verputzt, gegenüber dem Seitenflügel - Nebengebäude, zur Zeit Lagerschuppen (Am Ringweg, Flurstück 120/3): eingeschossig, Ziegelstein, zum Teil verbrettert und verputzt, flaches Satteldach (Pfettendach), weiter Dachüberstand (Schauer), profilierte Holzfensterrahmung, Fensterläden, Laderampe, profilierte Sparrenköpfe, Klinkergliederung | 08986181 |

## Sachsgrün
| Bild                                    | Bezeichnung | Lage                          | Datierung                        | Beschreibung | ID       |
| --------------------------------------- | --- | ----------------------------- | -------------------------------- | --- | -------- |
| Direkt Bild zu diesem Denkmal hochladen | Wassertrog (Röhrenkastenbrunnen) | Dorfstraße (Karte)            | 18./19. Jahrhundert              | Zeugnis der Wirtschaftsweise vergangener Zeiten, ortsgeschichtlich von Bedeutung. Längsrechteckiger Wassertrog aus Granit, an Längswand eingekerbtes Profil. | 08985553 |
| Weitere Bilder                          | St. Ägidius-Kirche (mit Ausstattung) | Dorfstraße (Karte)            | 1823–1824 (Kirche); 1827 (Orgel) | Einfache Saalkirche mit Westturm, baugeschichtliche und ortshistorische Bedeutung. Verputzter Bruchsteinbau, einschiffig, Korbbogenfenster, am Chor geohrtes Granitgewände, an Westfassade profiliertes, geohrtes Korbbogenportal mit Schlussstein, eingestellter quadratischer Westturm mit oktogonalem Glockengeschoss, konkav geschwungenem Zeltdach, Kugel und Kreuz, Sonnenuhr, Schieferdach mit Satteldach-Gaupen, innen flach gedeckt, zweigeschossige umlaufende Emporen auf toskanischen Säulen, klassizistischer Kanzelaltar, Hofmann-Orgel mit klassizistischem Prospekt, barocker Taufengel. | 08985551 |
| Weitere Bilder                          | Einfriedungsmauer und Gruft des Rittergutes | Dorfstraße (Karte)            | 19. Jahrhundert                  | Von ortshistorischer Bedeutung und straßenbildprägender Wirkung, gehört zum Rittergut Sachsgrün mit dem Herrenhaus. - Gutshofmauer aus Bruchstein, Schindelabdeckung - Gruft: eingeschossig, massiv, Walmdach (Stehfalzblech), Fenster erneuert | 08985556 |
| Direkt Bild zu diesem Denkmal hochladen | Ehemaliges Herrenhaus (später Schule, dann Gaststätte „Bürgerhaus Sachsgrün“) des Rittergutes sowie Pförtnerhäuschen oder Milchkühlhäuschen, Pavillon im Garten und Pechpfanne | Dorfstraße 1 (Karte)          | 1857, Umbau 1936                 | Im Kern klassizistisches Herrenhaus (ehemals Besitz von Waldenfels, von Brandenstein), ortshistorische Bedeutung. - Herrenhaus, ab 1936 Schule: zweigeschossig, massiv, Giebelseiten vier Fensterachsen, Seitenrisalit, hohes Kellergeschoss, Keller Tonnengewölbe, Walmdach (Pappe), Fenstergewände Granit, Segmentbogenfenster und Rechteckfenster, störender eingeschossiger Anbau, drei Fünftel des Herrenhauses 1936 bis 1938 abgebrochen, das übrige Gebäude umgebaut - Pförtnerhäuschen (am Eingang): zweigeschossig, Erdgeschoss massiv, Obergeschoss Fachwerk, Holzsprossenfenster, profilierte Holztraufe, Walmdach, Schieferdeckung, quadratischer Grundriss, Holztor im Erdgeschoss, Erdgeschoss sonst fensterlos - Pavillon im Park: eingeschossig, quadratischer Grundriss, Fachwerk, Holztraufe, leicht geschwungenes spitzes Zeltdach (Schieferdeckung), Knauf, Holz-Fensterläden - Pechpfanne (im ehemaligen Park aufgestellt): vor alter Linde, runder Granitstein (Durchmesser 115 cm, Höhe 42 cm), mit Rillen, gesprungen | 08985552 |
| Weitere Bilder                          | Pfarrhaus und Toreinfahrt des Grundstücks | Dorfstraße 3 (Karte)          | Im Kern 1631                     | Schlichter Putzbau mit Satteldach, eines der ältesten Gebäude des Ortes, von baugeschichtlicher sowie ortsgeschichtlicher Bedeutung. Grundriss winkelförmig (mit Stallanbau und Scheune), zweigeschossig, ein Flügel massiv mit Granit-Fenstergewände, Stallflügel im Obergeschoss Fachwerk (vermutlich geschwungene Andreaskreuze), verputzt und verbrettert, Holz-Fenstergewände im Erd- und Obergeschoss, im Keller Tonnengewölbe, Satteldach, Schieferdeckung, Satteldach-Gaupen (ursprünglich Schindeldeckung), Putz erneuert (1930er Jahre), alte Fenster, im Stallteil vermutlich ehemals Oberlaube, an äußerer Traufseite zweigeschossiger Toilettenanbau, im Winkel originale Eingangstür (um 1830) und Treppenhaus mit hölzernem Geländer, alte Türen, zum Teil Holzbalkendecken. 1743 und 1895 Umbau (Fenster, Treppen, Außenputz). Reste der Einfriedung des Pfarrgartens: quadratische Torpfeiler (Granit), profiliert, Kugelaufsatz.                                                                                            | 08985554 |
| Direkt Bild zu diesem Denkmal hochladen | Ehemalige Kirchschule | Dorfstraße 6 (Karte)          | 1671 (Chronik)                   | Ehemaliges Fachwerkgebäude in unmittelbarer Nähe zur Dorfkirche, baugeschichtliche und ortsgeschichtliche Bedeutung, Bestandteil der Ortskernstruktur. Erdgeschoss 70-cm-Feldsteinmauerwerk, Fensteröffnungen innen korbbogig hinterfangen, kleines Kellergewölbe (Bruchsteintonne), Erdgeschoss-Grundriss verändert, Obergeschoss ehemals Fachwerk, aber später ausgemauert. Dachstuhl (einfaches Kehlbalkendach) noch recht ursprünglich erhalten. | 09306367 |
| Direkt Bild zu diesem Denkmal hochladen | Kriegerdenkmal für die Gefallenen beider Weltkriege | Dorfstraße 29 (neben) (Karte) | Nach 1918                        | Ortshistorische Bedeutung. Bruchstein-Sockel, Granitstele mit Inschrift „Den Gefallenen und Vermissten der Weltkriege 1914–1918 und 1939–1945 zum Gedenken“, Kugel (Granit)-Aufsatz mit Adler. | 08985555 |

## Wiedersberg
| Bild                                    | Bezeichnung | Lage                      | Datierung                                                            | Beschreibung | ID       |
| --------------------------------------- | --- | ------------------------- | -------------------------------------------------------------------- | --- | -------- |
| Weitere Bilder                          | St. Michaelis-Kirche (mit Ausstattung) | Am Feilebach (Karte)      | Bezeichnet mit 1731 (Kirche); 1910 (Kirchturm)                       | Barocke Saalkirche über kreuzförmigem Grundriss, mit Westturm, baugeschichtlich, ortsgeschichtlich, kunstgeschichtlich und ortsbildprägend von Bedeutung. Auf den alten Grundmauern erbaute Saalkirche, an nördlicher und südlicher Chorseite querhausähnliche Kreuzarme (Walmdach), gerader Chorabschluss, langgestreckter rechteckiger Grundriss, Rundbogenfenster, Lisenengliederung, 1909 Westturm durch Brand zerstört, neobarock wieder aufgebaut (Pläne: Paul Lange, Leipzig). Quadratischer Westturm mit oktogonalem Glockengeschoss und geschwungener Haube, geohrtes Granitportal mit geradem Sturz und Schlussstein mit Inschrift, im Türsturz Inschrift „I.H.Will. Pastor Wiedersberg“, darüber Sandstein-Kartusche mit lateinischer Inschrift, Innenraum im Jugendstil gestaltet, flach gedeckt, zweigeschossige umlaufende Emporen, Orgel von Johannes Kralapp (1872), im Querhaus mehrgeschossige Logeneinbauten, Türsturz Nordwand bezeichnet mit 1731, Schlussstein bezeichnet mit MDCCXXX (1730). | 08985561 |
| Weitere Bilder                          | Burg Wiedersberg (Sachgesamtheit) | Am Feilebach (Karte)      | 1267 Ersterwähnung; heutige Bauten nach 1300; seit 1500 Ruine        | Sachgesamtheit Burg Wiedersberg mit den Einzeldenkmalen: Burgruine mit Torturm, Umfassungsmauer, Fundamente von zwei quadratischen Türmen und ehemaliger Palas (oder auch Jägerhaus), siehe Einzeldenkmale 08985565, sowie den Sachgesamtheitsteilen: Wall und Graben sowie Felskeller; seltene frühmittelalterliche Wehranlage, von regionalgeschichtlicher Bedeutung. | 09302388 |
|                                         | Burgruine mit Torturm, Umfassungsmauer, Fundamente von zwei quadratischen Türmen und ehemaliger Palas (oder auch Jägerhaus), Einzeldenkmale zu ID-Nr. 09302388 | Am Feilebach (Karte)      | 1267 Ersterwähnung; heutige Bauten nach 1300; seit 1500 Ruine        | Einzeldenkmale der Sachgesamtheit Burg Wiedersberg; seltene frühmittelalterliche Wehranlage, von regionalgeschichtlicher Bedeutung - Quadratischer Torturm: mit Zugang zum Burghof (Bruchstein mit Eckquaderung) mit konkav eingeknicktem Zeltdach, Biberschwanzdeckung, über Eck zwei Eingänge bzw. Tor-Durchgang zum ehemaligen Burghof, Spitzbögen und Segmentbögen aus Bruchstein, Bruchstein-Mauerwerk, kleine Rechteckfenster, zum Hof hin Schleppgaupe, von den anderen beiden Ecktürmen nur noch Fundamente und Mauerreste mit schießschartenartigen Rundbogenfenstern erhalten - Reste des Palas: erhalten nur noch der Keller mit seinem mächtigen Tonnengewölbe und rundbogigem Eingang (Bruchstein) - Umfassungsmauer: an Palas im rechten Winkel anschließender Bruchstein-Mauerring im Halbkreis umlaufend bis zum Eckturm, außen mächtige Stützpfeiler - Im Osten der Burg: Abschnittsgräben (5 bis 6 m breit, 10 m tief) - Im Südosten weiterer Graben parallel geführt zum inneren Graben - Im Westen der Burg im Halbrund vorgelagerter Außenwall: 3 m breit, 3 bis 4 m hoch, zwischen Burgmauer und Wall ehemaliger Wassergraben - Felskeller: hinter der Burg, von Hand mit Schlegel und Eisen in den Berg getrieben, Maße: 10,50 m tief, 1,80–2,10 m hoch, 1,80 m breit - Zur Geschichte: als Schildmauerberg angelegt auf einem Sporn des Haagberges über dem Feilebach, Kernburg mit Graben (5 m breit, 1 m tief), U-förmige Anlage (45 m lang, 27 m breit), diente als Geleitsburg dem Schutz des Handelsverkehrs zwischen Hof und Plauen, Burg soll vermutlich 1117 erbaut worden sein von Burkhardt Wiederspercher, urkundlich erstmals nachgewiesen 1267 in Verbindung mit Reimboto de Widersberch, ab 1248 im Machtbereich der Plauener Vögte, 1357 an die Wettiner abgetreten, unter anderem im Besitz der Familien Rabe, von Machwitz und von Feilitzsch, 1939/40 Freilegung eines Ringgrabens und der Fundamente zweier quadratischer Türme an der Ostseite, Mauerung 1969/70 gesichert und Torturm mit Pyramidendach (Biberschwanzdeckung) versehen, 1990er Jahre Sanierung | 08985565 |
|                                         | Wendelstein und Bergkeller des ehemaligen Rittergutes | Am Feilebach 3, 7 (Karte) | Seit 13. Jahrhundert nachweisbar (Rittergut); 16. Jahrhundert (Turm) | Als Reste des 1953 abgerissenen Rittergutes von ortsgeschichtlicher und bauhistorischer Bedeutung. - Wendelstein: oktogonaler Treppenturm, massiv, verputzt, Hauptgesims mit Schieferabdeckung, darüber an vier Seiten Holzsprossenfenster und Holzgewände, profilierte Traufe, Welsche Haube (verschiefert) mit kleinen Fenstern (gerade Verdachung), Knauf und Wetterfahne, im Inneren Wendeltreppe (Blockstufentreppe), rundbogige Eingangstür, runder Torbogen (ehemals zum Gutshaus, jetzt zum Neubau) - Bergkeller (hinter Turm): Bruchstein, Rundbogen-Eingang mit Holztür | 08985563 |
|                                         | Gasthof Wiedersberg in Ecklage zur Burgstraße, mit Saalanbau und Stallgebäude                                                                                  | Am Feilebach 4 (Karte)    | 1711 Erdgeschoss; 1727 Obergeschoss; 1903 (Saal)                     | Ortsbildprägender Fachwerkbau mit schön gestaltetem Giebel, baugeschichtlich und ortsgeschichtlich von Bedeutung. - Gasthof: zweigeschossig, Erdgeschoss massiv, Granit-Fenstergewände, Fensterläden, Obergeschoss Fachwerk, giebelständig zur Straße (Am Feilebach), schöner Fachwerkgiebel mit Rautenmotiven im Giebeldreieck, giebelseitig (an der Bergstraße) eingeschossiger Anbau mit Pultdach, sonst Satteldach, Schieferdeckung, drei Satteldach-Gaupen, profilierte Holztraufe, Kreuzstockfenster mit Fensterläden, innen Holzbalkendecke mit Unterzug - Traufseitig zur Straße liegender Saalanbau: zweigeschossig auf Granitsockel (Quadermauerwerk), Erdgeschoss massiv, Obergeschoss Fachwerk, in den Brüstungsfeldern Andreaskreuze, großer Saal mit großen Rechteckfenstern, flaches Satteldach, Giebel Fachwerk (nur Giebeldreieck) - An den Saal anschließende Stallscheune: zweigeschossig, Erdgeschoss massiv, verputzt, Obergeschoss verbrettert, Ladeluke (verbrettert) mit Satteldach (Pappe), Holz-Scheunentor, Fenstersohlbänke und Eingangsgewände vermutlich aus Granit | 08985559 |
| Direkt Bild zu diesem Denkmal hochladen | Wohnhaus (mit Schuppenanbau) | Am Feilebach 5 (Karte)    | Mitte 19. Jahrhundert                                                | In Hanglage am Haagberg und in unmittelbarer Umgebung der Burgruine und weithin sichtbares Gebäude mit guter Originalsubstanz, Obergeschoss Fachwerk verbrettert, baugeschichtlich von Bedeutung. Zweigeschossig, Erdgeschoss massiv, alte Fenster, Giebeldreieck verbrettert mit Taubenschlag, Giebelseite im Obergeschoss Fachwerk, Rückseite im Obergeschoss Fachwerk, Satteldach, Falzziegel (vordere Haushälfte) und Stehfalzblech (hintere Haushälfte), Holz-Fensterläden, originale Fenstergrößen, hofseitig neue Tür und Fenster. | 08985564 |
| Direkt Bild zu diesem Denkmal hochladen | Wohnhaus (Umgebinde) | Am Feilebach 10 (Karte)   | Vor 1800                                                             | Fachwerkhaus mit Umgebindekonstruktion und Blockstube, von baugeschichtlicher Bedeutung. Zweigeschossig, Erdgeschoss massiv, verputzt, rechte Haushälfte Blockstube mit umgebindeähnlicher Konstruktion (Bohlenständerbau), Obergeschoss Fachwerk, originale Fenstergrößen im Erdgeschoss, Holzgewände, Obergeschoss originale Holzsprossenfenster und Winterfenster, ein Giebeldreieck verbrettert, ein Giebel Fachwerk, Krüppelwalmdach (Pappe), Erdgeschoss Holz-Fenstergewände. | 08985558 |
|                                         | Pfarrhaus mit Einfriedung und Pforte | Am Feilebach 11 (Karte)   | Ende 18. Jahrhundert                                                 | Obergeschoss Fachwerk, ortsgeschichtliche und bauhistorische Bedeutung, bildet Ensemble mit benachbarter Kirche. - Pfarrhaus: zweigeschossig, Erdgeschoss massiv, Obergeschoss Fachwerk, verputzt, große Rechteckfenster, zum Teil Holz-Fenstergewände, Fensterläden mit alten Beschlägen (rückseitig), Ochsenauge, Kreuzstockfenster im Obergeschoss, über Fenster giebelseitig Überfangbögen, Eingangsgewände Granit, Eingangsvorhäuschen, Satteldach (Eternit), profilierte Holztraufe - Einfriedung: rundbogige Leutepforte (mit Falzziegeldeckung), Bruchstein, Bruchstein-Einfriedungsmauer | 08985562 |
| Direkt Bild zu diesem Denkmal hochladen | Wohnstallhaus eines Dreiseithofes | Am Feilebach 13 (Karte)   | Anfang 19. Jahrhundert                                               | Obergeschoss Fachwerk verbrettert, authentisch erhaltenes Zeugnis der ländlichen Wohn- und Wirtschaftsweise vergangener Zeiten, ortsbildprägende Lage, baugeschichtlich von Bedeutung. Erdgeschoss massiv, Bruchstein, verputzt, zum Teil Winterfenster, Fensterläden, Holz-Fensterrahmung, Satteldach, Schieferdeckung, Holztraufe, Giebel im Obergeschoss und im Giebeldreieck verbrettert. | 08985560 |

## Tabellenlegende
- Bild: Bild des Kulturdenkmals, ggf. zusätzlich mit einem Link zu weiteren Fotos des Kulturdenkmals im Medienarchiv Wikimedia Commons. Wenn man auf das Kamerasymbol klickt, können Fotos zu Kulturdenkmalen aus dieser Liste hochgeladen werden:
- Bezeichnung: Denkmalgeschützte Objekte und ggf. Bauwerksname des Kulturdenkmals
- Lage: Straßenname und Hausnummer oder Flurstücknummer des Kulturdenkmals. Die Grundsortierung der Liste erfolgt nach dieser Adresse. Der Link (Karte) führt zu verschiedenen Kartendiensten mit der Position des Kulturdenkmals. Fehlt dieser Link, wurden die Koordinaten noch nicht eingetragen. Sind diese bekannt, können sie über ein Tool mit einer Kartenansicht einfach nachgetragen werden. In dieser Kartenansicht sind Kulturdenkmale ohne Koordinaten mit einem roten bzw. orangen Marker dargestellt und können durch Verschieben auf die richtige Position in der Karte mit Koordinaten versehen werden. Kulturdenkmale ohne Bild sind an einem blauen bzw. roten Marker erkennbar.
- Datierung: Baubeginn, Fertigstellung, Datum der Erstnennung oder grobe zeitliche Einordnung entsprechend des Eintrags in der sächsischen Denkmaldatenbank
- Beschreibung: Kurzcharakteristik des Kulturdenkmals entsprechend des Eintrags in der sächsischen Denkmaldatenbank, ggf. ergänzt durch die dort nur selten veröffentlichten Erfassungstexte oder zusätzliche Informationen
- ID: Vom Landesamt für Denkmalpflege Sachsen vergebene, das Kulturdenkmal eindeutig identifizierende Objekt-Nummer. Der Link führt zum PDF-Denkmaldokument des Landesamtes für Denkmalpflege Sachsen. Bei ehemaligen Kulturdenkmalen können die Objektnummern unbekannt sein und deshalb fehlen bzw. die Links von aus der Datenbank entfernten Objektnummern ins Leere führen. Ein ggf. vorhandenes Icon  führt zu den Angaben des Kulturdenkmals bei Wikidata.